# 男祭り2015 in 太宰府
『男祭り2015 in 太宰府』（おとこまつり にせんじゅうご イン だざいふ）は、ももいろクローバーZが2015年10月31日に大宰府政庁跡・太宰府天満宮で開催したライブ。Blu-ray & DVDとして発売されている。
太宰府市が後援し、正式タイトルは『水城･大野城築造 竈門神社創建1350年 九州国立博物館 開館10周年 日本遺産認定記念 ももクロ男祭り2015 in 太宰府』として行われた。

## 概要
『男祭り2011』『男祭り2012-Dynamism-』に続き、3年ぶり3回目の開催となった男性客限定ライブ（なお女性客限定ライブも、この時点で3回開催されている）。
和太鼓、大太鼓、応援団員からなる「男祭り2015 in 大宰府 全力應援團」と、学ラン風衣装を身にまとった5人のメンバーがパフォーマンスを繰り広げ、玉井詩織は「ももクロの若大将」バージョンの自己紹介も初披露。リーダーの百田夏菜子は次の様に口上を述べた。
アンコールの最後にはメンバーのみ、近隣にある太宰府天満宮の本殿前に移動し、特設ステージを設けて歌唱奉納を行った（ライブ会場ではその模様を生中継）。5人は、武部聡志によるピアノ伴奏のみというアンプラグドの状態で、バラード曲「灰とダイヤモンド」を歌い上げた。

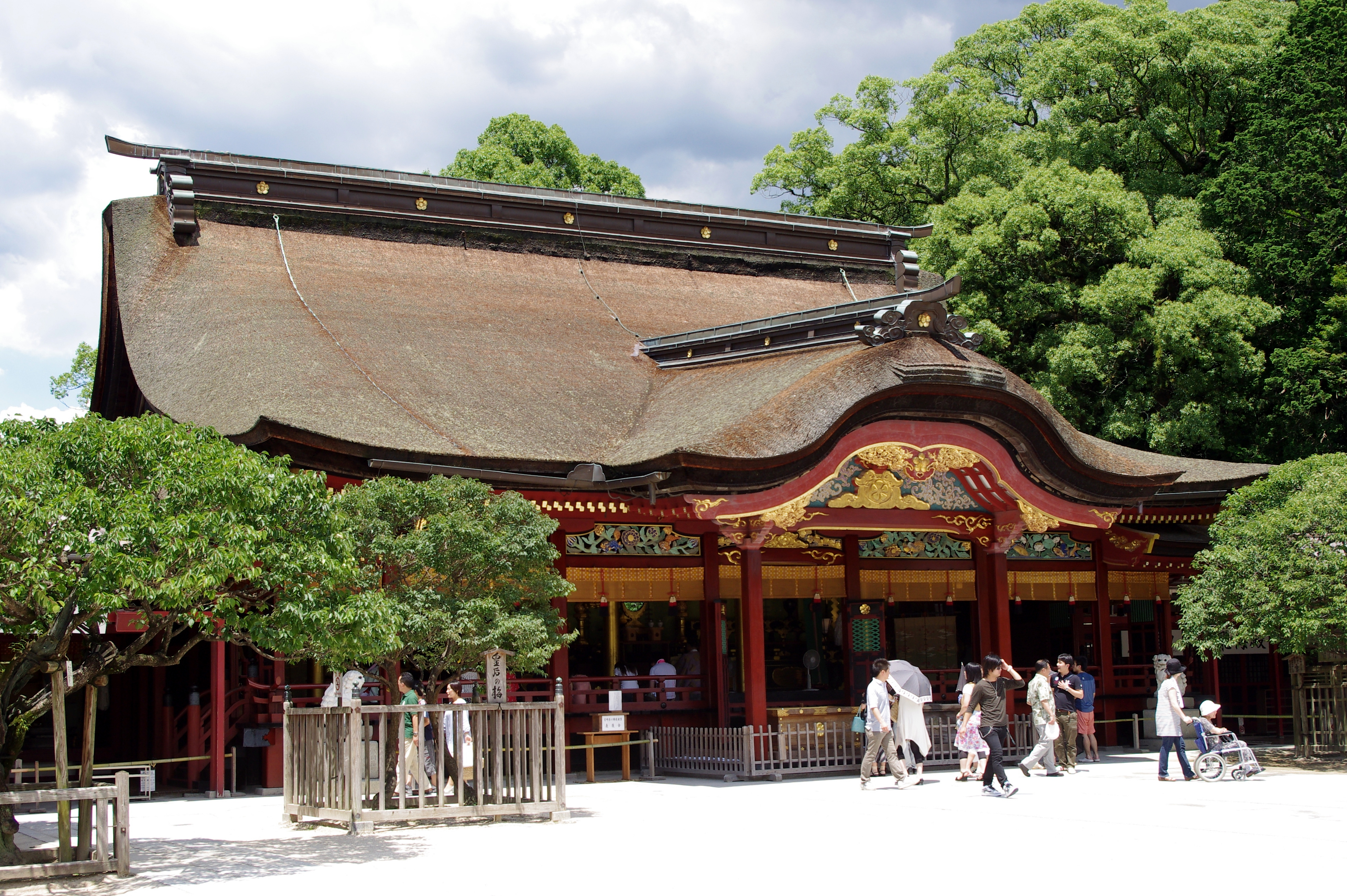
太宰府天満宮・本殿

太宰府天満宮宮司の西高辻信良がグループと以前から親交があったことから、今回の使用許可を出した経緯があり、メンバーに対しては「芸能人は芸を神様に奉納して、初めて芸能人になれる」という言葉も掛けている。なお当日、メンバーは西高辻家に招かれ朝食を伴にし、その後一家を会場に招待している。
今回のライブでは、様々な伝統芸能などとのコラボレーションが行われた（以下、演目と演者）。

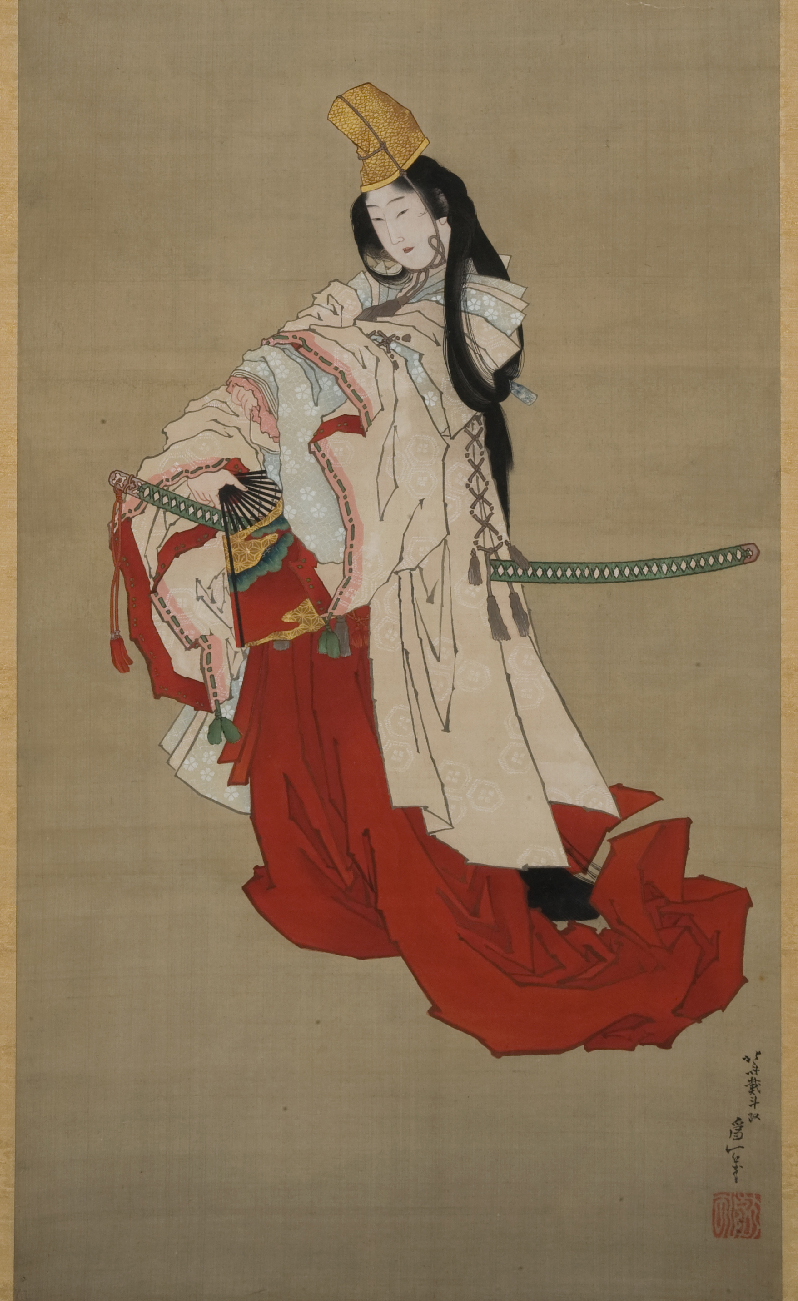
（参考資料）白拍子を舞う静御前

白拍子の舞
花柳流師範　花柳柏近
武射蟇目
飯盛宮当流流鏑馬保存会、小笠原流同門会
鬼すべ
太宰府天満宮 氏子一同
和太鼓
野和太鼓
男祭り2015 in 大宰府 全力應援團
第一経済大学（現 日本経済大学）應援團OB、東福岡高等学校應援團、福岡工業大学附属城東高等学校應援團、駒澤大学應援指導部ブルーペガサス（應援指導のみ）
なお、ライブBlu-rayおよびDVDのジャケットは、『男祭り』に引っ掛けて『魁!!男塾』の宮下あきらが描き下ろしている。

## セットリスト
大宰府天満宮巫女による悠久の舞 → 男祭りのテーマ
1. JUMP!!!!!
2. CONTRADICTION
3. 『Z』の誓い
4. GOUNN
5. ロマンティックこんがらがってる
6. 5 The POWER
7. Believe
8. MOON PRIDE → 弓道パフォーマンス「武射蟇目」
9. だってあーりんなんだもーん☆ / 佐々木彩夏
10. シングルベッドはせまいのです / ももたまい（百田夏菜子･玉井詩織）
11. 事務所にもっと推され隊 / 事務所に推され隊（有安杏果・高城れに）
12. Z女戦争
13. 青春賦
14. Link Link
15. 黒い週末
16. いつか君が
17. ももクロのニッポン万歳!
18. キミノアト
19. Neo STARGATE
20. overture ～ももいろクローバーZ参上!!～ → DNA狂詩曲（アンコール）
21. 月と銀紙飛行船（アンコール）
22. 走れ!（アンコール）
23. Chai Maxx（アンコール） → ももクロちゃんと一緒に学ぼう！大宰府観光ガイド
24. 灰とダイヤモンド（太宰府天満宮にて）

特典映像（Blu-ray & DVD）
ももいろクローバーZ　大宰府の地に立つ

## ライブ前後における展開
この公演の実施にあたり、思わぬトラブルが起こる。グループは2011年から女性客限定ライブと男性客限定ライブを交互に開催しているが、今回の『男祭り2015』に対して、「観客が男性限定というのはおかしい」と地元の人権団体から太宰府市に苦情の申し立てがあった。これを受け、太宰府市長が実行委員会に対し性別を限定しないよう要請するなど波紋が広がり、NHKの全国ニュースなどでも取り上げられた。実行委員会はこの件に関して「今回は男性限定という形になったが、ももクロとは複数年にわたり違う試みを企画している」と一部の取材に対して述べ、ライブは予定通り男性客限定で開催された。
この事案との関連性は不明であるが、グループが結成以来目標にし続け、3年連続出場していたNHK紅白歌合戦に落選となった。スポーツニッポンは「今年のももクロが『活躍』や『支持』を欠いたとは言い難い」と報じるなど、音楽関係者の間では疑問の声も上がった。グループは公式サイトでファンに向けて「私たちは私たちのやり方で、みなさんと一緒に“私たちの道”を歩き続けます。ど真ん中しか歩きません」と宣言した。
しかし同時に「紅白歌合戦を卒業します」という文面も掲載されたことに関しては、ファンから疑問の声が上がった。これは、初出場の前に脱退した早見あかりと現メンバーが、紅白の舞台での再会を目標としていたためである。なお、リーダーの百田夏菜子は落選後に自身のブログで「もう泣き疲れた」としながらも、「卒業」という言葉は用いず、早見あかりを含む「6人でした約束だって忘れるわけない」と述べている。女子SPA!の「紅白に出てほしかった歌手アンケート」では2位（1位はきゃりーぱみゅぱみゅ）となった。